# Dryophytes eximius
Dryophytes eximius is een kikker uit de familie boomkikkers (Hylidae). De soort werd voor het eerst wetenschappelijk beschreven door Spencer Fullerton Baird in 1854. De soort stond lange tijd bekend onder de wetenschappelijke naam Hyla eximia.

## Uiterlijke kenmerken
De kikker bereikt een lichaamslengte van ongeveer twee tot 5,5 centimeter. De huid is groen van kleur met donkere vlekken. Mannetjes hebben een gekleurde onderzijde van de keel, die van vrouwtjes is wit.

## Verspreiding en leefgebied
Deze soort komt voor in delen van Mexico, ook is er een geïsoleerde populatie in de bergen van de Amerikaanse stat Arizona. De kikker is een bewoner van bergachtige streken op een hoogte van 900 tot 2900 meter boven zeeniveau.